# Karl Holfelder
Johann Christian Karl Holfelder (* 17. September 1790 in Magdeburg; † 15. Januar 1861 in Wernigerode) war ein preußischer Generalleutnant.

## Leben

### Herkunft
Karl war der Sohn des magdeburgischen Tuchfabrikant Michael Holfelder und dessen Ehefrau Anna Katharina, geborene Harpke.

### Militärkarriere
Holfelder trat 1813 als Freiwilliger Jäger in das Leib-Infanterie-Regiment der Preußischen Armee ein und avancierte Anfang Juni 1813 zum Sekondeleutnant im Jägerdetachement des Regiments. Während der Befreiungskriege nahm er an der Blockade von Mainz sowie den Schlachten bei Bautzen, an der Katzbach, Leipzig, Laon und Paris teil. Für den Übergang bei Wartenburg erhielt Holfelder das Eiserne Kreuz II. Klasse. Außerdem nahm er an den Gefechten bei Lindenau, Königswartha, Siegersdorf, Löwenberg, Bunzlau, Möckern, Freyburg, La Chaussee, Chalons, Montmirail, Claye und Trilport teil. In der Schlacht bei Château-Thierry wurde er verwundet und Mitte April 1814 in das Leib-Infanterie-Regiment einrangiert.
Nach dem Krieg wurde Holfelder am 3. Mai 1816 in die Adjutantur versetzt und als Adjutant zur Truppen-Brigade bei Koblenz kommandiert. In dieser Stellung stieg er Ende März 1817 zum Premierleutnant auf und kam drei Jahre später als Adjutant zur 13. Division. Am 30. März 1822 erfolgte seine Beförderung zum Kapitän und am 30. März 1831 seine Kommandierung als Adjutant der 15. Infanterie-Brigade. Daran schloss sich ab dem 30. März 1835 eine Verwendung als Adjutant beim Generalkommando des VIII. Armee-Korps an. Am 30. März 1836 wurde er zum Major befördert und am 30. März 1844 in das 25. Infanterie-Regiment versetzt. Vom 31. März 1846 bis zum 8. März 1848 war Holfelder Kommandeur des I. Bataillons im 30. Landwehr-Regiment und zugleich ab Mitte Juli 1846 auch als Präses der Examinationskommission für die Portepeefähnriche der 16. Division tätig. Anschließend beauftragte man ihn zunächst mit der Führung des 1. Infanterie-Regiments, ernannte Holfelder am 7. Mai 1848 zum Regimentskommandeur und beförderte ihn einen Tag später zum Oberst. Am 2. Dezember 1851 wurde er Kommandeur der 1. Landwehr-Brigade und Mitte Januar 1852 à la suite seines bisherigen Regiments gestellt. Am 4. Mai 1852 wurde er dann Kommandeur der 2. Infanterie-Brigade und in dieser Eigenschaft am 22. März 1853 zum Generalmajor befördert. Holfelder bekam am 12. September 1856 den Roten Adlerorden II. Klasse mit Eichenlaub, bevor er am 2. April 1857 unter Verleihung des Charakters als Generalleutnant mit Pension zur Disposition gestellt wurde. Er starb am 15. Januar 1861 in Wernigerode.